# Jan Hlaváč
Jan Hlaváč, född den 19 september 1976 i Prag, är en tjeckisk före detta ishockeyspelare. Under sina fem första säsonger som senior spelade Hlaváč för moderklubben HC Sparta Prag i Extraliga. Säsongerna 1995/96 och 1996/97 tog han tjeckiskt brons med klubben. Säsongen 1998/99 vann han grundseriens skytteliga i Extraliga. Han NHL-draftades av New York Islanders i den första rundan som 28:e spelare totalt 1995. Mellan säsongerna 1999/00 och 2003/04 spelade Hlaváč i NHL för fyra olika klubbar: New York Rangers, Philadelphia Flyers, Vancouver Canucks och Carolina Hurricanes.
Hlaváč återvände sedan till Europa och spelade under de tre följande säsongerna för Sparta Prag samt Genève-Servette Hockey Club i Nationalliga A. Säsongen 2006/07 vann han tjeckiskt guld. Säsongen 2007/08 kom att bli Hlaváčs sista i NHL. Han representerade då två olika klubbar: Tampa Bay Lightning och Nashville Predators. Resten av karriären tillbringade han i Sverige och Tjeckien. Under fyra säsonger spelade han för Linköping HC i SHL: under sin andra säsong i klubben vann han Håkan Loob Trophy som tilldelas grundseriens skytteligavinnare. Hlaváč gjorde också två sejourer i Växjö Lakers HC. Under fem av de sex säsongerna han spelade i SHL påbörjade han varje säsong i Extraliga. Förutom Sparta Prag representerade han under den här perioden också HC Bílí Tygři Liberec och HC Rytíři Kladno.
I slutet av karriären, från och med säsongen 2015/16, spelade Hlaváč för Sparta Prag, HC Benátky nad Jizerou, HC Vrchlabí, HC Slavia Prag, BK Nova Paka och HC Letci Letňany. Säsongen 2015/16 tog han tjeckiskt silver med Sparta Prag.
Hlaváč gjorde A-landslagsdebut under säsongen 1997/98 och har spelat över 100 A-landskamper för Tjeckien. Han har representerat landet vid sex världsmästerskap där han vunnit två guld, ett silver och ett brons. Som junior spelade han två JVM och ett JEM.

## Karriär

### Klubblag

#### 1993–1999: De första åren i Tjeckien
Hlaváč gjorde seniordebut med sin moderklubb HC Sparta Prag i Extraliga säsongen 1993/94. Totalt spelade han åtta matcher för laget där han noterades för ett mål och en assistpoäng. Säsongen därpå etablerades han sig i Extraliga och spelade 38 grundseriematcher för klubben och stod för 13 poäng. Utöver det spelade han också fem slutspelsmatcher. Under sommaren 1995 valdes Hlaváč vid NHL Entry Draft av New York Islanders i den första rundan som den 28:e spelaren totalt. Den efterföljande säsongen gjorde han sju mål och sju assistpoäng för Sparta Prag i grundserien. I slutspelet noterades han för tre poäng på elva matcher och tog ett tjeckiskt brons. Den efterföljande säsongen tog han återigen ett brons med Sparta Prag. Under säsongens gång blev han också under två matcher utlånad till HC Energie Karlovy Vary i den tjeckiska andraligan.
Säsongen 1997/98 ökade han på sin poängproduktion i Extraliga rejält och slutade på andraplats i lagets interna poängliga. Han snittade strax över en poäng per match och stod för 47 poäng på 46 grundseriematcher (17 mål, 30 assist). Den 14 juli 1998 bytte Islanders bort NHL-rättigheterna till Hlaváč till Calgary Flames i utbyte mot Jörgen Jönsson. Han spelade därefter ytterligare en säsong för Sparta Prag i Extraliga där han slog personligt poängrekord i grundserien (50 poäng på 47 matcher). Med 32 gjorda mål vann han också Extraligas skytteliga. Den 26 juni 1999 bytte Flames bort rättigheterna till Hlaváč samt ett val i första och tredje rundan av 1999 års NHL-draft till New York Rangers mot Marc Savard och ett val i första rundan av 1999 års NHL-draft.

#### 1999–2008: NHL-karriär
Inför säsongen 1999/00 lämnade Hlaváč Tjeckien för spel med Rangers i NHL. Han gjorde NHL-debut den 2 oktober 1999 i en match mot Vancouver Canucks. I sin tolfte NHL-match gjorde han sitt första NHL-mål, på Byron Dafoe, i en 2–5-förlust mot Boston Bruins. Senare under säsongen, den 11 februari 2000, gjorde Hlaváč sitt första hat trick i NHL, i en 2–5-seger mot Bruins. Totalt spelade han 67 grundseriematcher och noterades för 42 poäng, varav 19 mål. Hlaváč hade bäst plus/minus-statistik i Rangers (+3). Under säsongens gång spelade han också tre matcher för Rangers farmarlag Hartford Wolf Pack i AHL. Säsongen 2000/01 blev Hlaváčs poängmässigt främsta i NHL då han på 79 matcher gjorde 64 poäng (28 mål, 36 assist). Tidigare under säsongen, den 6 januari 2001, gjorde han sitt andra hat trick i NHL, i en match mot New Jersey Devils som slutade 5–5.
Den 20 augusti 2001 byttes Hlaváč tillsammans med Kim Johnsson, Pavel Brendl och ett val i den tredje rundan av draften 2003 mot Eric Lindros till Philadelphia Flyers. Kort därefter, den 4 september samma år, förlängde Hlaváč sitt avtal med Flyers med två år. Hlaváč gjorde tio poäng på 31 matcher för Flyers innan han åter byttes bort, till Vancouver Canucks, tillsammans med ett val i den tredje rundan av NHL-draften 2002 mot Donald Brashear och ett val i sjätte rundan av NHL-draften 2002. Han avslutade säsongen med Canucks där han noterades för 21 poäng på 46 matcher (nio mål, tolv assist). Canucks blev det sista laget i Western Conference att ta sig till Stanley Cup-slutspelet. Hlaváč spelade sin första slutspelsmatch i NHL den 17 april 2002. Laget slogs ut i den första rundan med 4–2 i matcher mot Detroit Red Wings, som senare vann Stanley Cup.
Hlaváč inledde säsongen 2002/03 med Canucks, men spelade bara nio matcher för laget innan han byttes bort. Den 1 november 2002 anslöt han till Carolina Hurricanes tillsammans med Harold Druken i utbyte mot Darren Langdon och Marek Malik. Den 29 november 2002 gjorde Hlaváč sitt tredje hat trick i NHL, samtliga i powerplay, i en 4–6-seger mot Detroit Red Wings. Hurricanes, som föregående säsong hade spelat Stanley Cup-final, slutade sist i hela NHL och på 52 matcher stod Hlaváč för 24 poäng (9 mål, 15 assist). Den 28 augusti 2003 var Hlaváč klar för en återkomst i Rangers då han skrivit ett nytt avtal med klubben. För andra året i följd spelade han i ett lag som misslyckades att ta sig till slutspel. På 72 grundseriematcher noterades Hlaváč för 26 poäng, varav fem mål.
Till följd av NHL-lockouten säsongen 2004/05 skrev Hlaváč ett lock out-avtal med sin moderklubb Sparta Prag den 9 augusti 2004. I grundserien slutade han på andra plats, bakom David Výborný, i lagets interna skytteliga, med 38 poäng på 48 matcher (10 mål, 28 assist). Inför den följande säsongen lämnade Hlaváč Tjeckien för spel i Schweiz. Den 27 juli 2005 meddelades det att han skrivit ett ettårsavtal med Genève-Servette Hockey Club i Nationalliga A. Laget slutade näst sist i grundserien, men lyckades hålla sig kvar i den högsta divisionen efter kvalspel. Hlaváč vann lagets interna assist- och poängliga. På 42 matcher stod han för 34 poäng (12 mål, 22 assist). Den 24 maj 2006 bekräftades det att han återvänt till Sparta Prag då han skrivit ett ettårskontrakt med klubben. Laget slutade på fjärde plats i grundserien och slog sedan ut PSG Zlín och HC Bílí Tygři Liberec i kvarts-, respektive semifinal. I finalserien ställdes man mot HC Pardubice, vilka man besegrade med 4–2 i matcher. Hlaváč tog därmed sitt första och enda tjeckiska ligaguld.
Säsongen 2006/07 gjorde Hlaváč ytterligare en sejour i NHL. Den 14 juni 2007 skrev han ett ettårsavtal med Tampa Bay Lightning. Han spelade 62 matcher för klubben och noterades för 22 poäng innan han den 26 februari 2008 blev bortbytt till Nashville Predators mot en val i den sjunde rundan av NHL-draften 2008. Han avslutade grundserie med 13 poäng på 18 matcher för Predators. I det efterföljande Stanley Cup-slutspelet slogs laget ut i den första rundan av San Jose Sharks med 4–1 i matcher.

#### 2008–2014: Spel i Sverige och Tjeckien

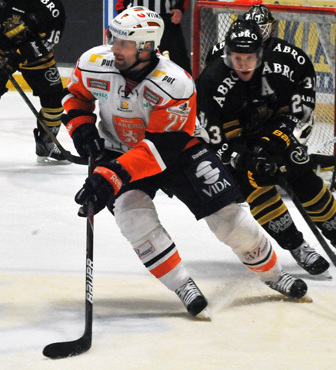
Hlaváč med Växjö Lakers HC.

Den 7 augusti 2008 meddelades det att Hlaváč skrivit ett ettårsavtal med Linköping HC i SHL. Han gjorde SHL-debut den 18 september 2008 i en match mot Modo Hockey. I grundseriens tredje omgång gjorde han såväl sitt första mål som sitt första hat trick i serien, på Andreas Hadelöv, i en 4–5-seger över Skellefteå AIK. Innan året var slut gjorde han ytterligare ett hat trick, den 8 december, i en 5–6-seger mot HV71. I slutet av februari 2009 gjorde Hlaváč hat trick två matcher i följd: först i en 7–5-seger mot Södertälje SK och därefter i en 3–6-seger mot Rögle BK. Linköping slutade på andra plats i grundserien och på 54 matcher stod Hlaváč för 48 poäng och slutade på åttonde plats i den totala poängligan. Med 25 gjorda mål vann han lagets interna skytteliga i grundserien. I SM-slutspelet ställdes Linköping mot Skellefteå AIK. Hlaváč missade den tredje och fjärde matchen i serien, på grund av sjukdom, som Linköping till slut förlorade med 3–4.
Den 20 april 2009 meddelades det att Hlaváč förlängt sitt avtal med Linköping med ett år och att han skulle komma att ansluta till laget i mitten av oktober samma år. Han inledde säsongen utlånad till HC Bílí Tygři Liberec i Extraliga, där han på 19 matcher stod för 17 poäng. När han återkom till Linköping vann han seriens skytteliga med 30 mål på 38 grundseriematcher och tilldelades därför Håkan Loob Trophy. Han slutade tvåa i lagets interna poängliga med 51 gjorda poäng. I SM-slutspelet slogs laget ut i semifinal av Djurgårdens IF med 4–1 i matcher. Den 15 mars 2010 förlängde Hlaváč sitt avtal med Linköping med ytterligare en säsong. Likt föregående säsong lånades han ut i början av säsongen, denna gång till moderklubben Sparta Prag, där han noterades för tre assistpoäng på nio matcher. Han anslöt till Linköping i oktober 2010. I grundseriens sista omgång noterades Hlaváč för sitt fjärde hat trick i Linköping, i en 4–5-förlust mot Skellefteå AIK. Tillsammans med Patrik Zackrisson vann han för tredje året i följd lagets interna skytteliga med 16 gjorda mål. I SM-slutspelet slogs laget ut i kvartsfinal av Skellefteå AIK med 4–3 i matcher.
Den 13 maj 2011 förlängde Hlaváč sitt avtal för en fjärde säsong i Linköping. Han inledde säsongen med HC Rytíři Kladno innan han återvände till Linköping i oktober 2011. Därefter gjorde han sin poängmässigt sämsta säsong med klubben då han noterades för 23 poäng på 37 grundseriematcher (10 mål, 13 assist). Därefter valde Linköping att inte förlänga avtalet med Hlaváč varpå han den 30 juli 2012 skrev på för Rytíři Kladno. Den 24 januari 2013 meddelades det att han lämnat Kladno och skrivit på ett avtal med Växjö Lakers HC för resten av säsongen. Detta upprepades även säsongen därpå: han inledde säsongen med Kladno i Extraliga och anslöt till Växjö den 26 januari 2014. Laget tog sig för första gången i klubbens historia till SM-slutspel, där man dock slogs ut i semifinal av Färjestad BK.

#### 2014–2022: Slutet av karriären
Mellan säsongerna 2014/15 och 2017/18 trappade Hlaváč ner på spelarkarriären och spelade under dessa säsonger aldrig fler än 20 grundseriematcher per säsong. Säsongen 2014/15 spelade han 13 grundseriematcher för Kladno, som nu degraderats till Tjeckiens andraliga. Hlaváč spelade endast under sluttampen av säsongen 2015/16. Han inledde säsongen med HC Benátky nad Jizerou i den tjeckiska andraligan, för att sedan ansluta till moderklubben Sparta Prag i Extraliga. I det efterföljande slutspelet tog sig Sparta Prag till finalspel efter att ha slagit ut både PSG Zlín och HC Škoda Plzeň i kvartsfinal och semifinal. I finalen föll dock laget mot HC Bílí Tygři Liberec med 4–2 i matcher och Hlaváč tilldelades därför ett tjeckiskt silver. Den följande säsongen spelade han totalt fyra matcher för Sparta Prag, samt en match för Benátky nad Jizerou. Säsongen 2017/18 spelade han tolv matcher för HC Vrchlabi i den tjeckiska tredjeligan.
Efter att inte ha spelat en enda match under säsongen 2018/19 meddelades det den 15 juli 2019 att Hlaváč skrivit ett ettårsavtal med Vrchlabi i den tjeckiska tredjeligan. Han spelade 30 matcher för klubben och hade ett snitt på nära två poäng per match (23 mål, 32 assist). Han spelade också tre matcher för Sparta Prag i Tjeckiens näst högsta serie. Den 3 augusti 2020 bekräftade BK Nova Paka i den tjeckiska tredjeligan att man värvat Hlaváč. Han spelade endast fyra matcher för klubben säsongen 2020/21. I början av maj 2021 stod det klart att Hlaváč värvats av HC Letci Letňany i den tjeckiska tredjeligan. Han var säsongen som följde lagets poängmässigt bästa spelare och stod för 55 poäng på 41 matcher, varav 25 mål. Efter säsongens slut meddelades det att Hlaváč avslutat sin spelarkarriär vid 45-års ålder.

### Landslag

#### 1994–1996: Juniorlandslag
Hlaváč blev uttagen att spela JEM för Tjeckien 1994 i Finland. Tjeckien tog brons och på fem matcher noterades han för en assistpoäng. Därefter spelade han två JVM i följd. Tjeckien slutade på sjätte plats då turneringen avgjorde i Kanada 1995. Hlaváč gjorde då fem poäng på sju matcher (två mål, tre assist). Året därpå, i USA, vann Tjeckien grupp B. I det efterföljande slutspelet föll man dock i semifinal mot Sverige med 2–8. Man förlorade sedan också bronsmatchen och blev därmed fyra i turneringen. På sex spelade matcher gick Hlaváč poänglös.

#### 1998–2006: A-landslaget
1998 blev Hlaváč uttagen att spela sitt första VM, som detta år avgjordes i Schweiz. Tjeckien vann båda sina grupper i gruppspelsrundorna men slogs i semifinal ut av Finland. Tjeckien lyckades dock besegra Schweiz i bronsmatchen med 4–0. På åtta matcher stod han för ett mål och tre assistpoäng. Han spelade sedan sitt andra VM i följd 1999 i Norge. Likt föregående år så gick Tjeckien obesegrat genom de två gruppspelsrundorna och i semifinal slog man ut Kanada. I finalserien stod det 1–1 i matcher mot Finland. Hlaváč gjorde sedan det avgörande målet i förlängningsspel och tilldelades därför sitt första VM-guld. Hlaváč gjorde också sitt poängmässigt bästa världsmästerskap med tio poäng på tio matcher (fem mål, fem assist).
2003 i Finland spelade Hlaváč sitt tredje VM. Efter att ha tagit sig förbi de båda gruppspelsrundorna slog laget ut Ryssland i kvartsfinal med 3–0. Tjeckien föll dock i de två efterföljande matcherna (semifinal och bronsmatch) och slutade därmed på fjärde plats. Hlaváč noterades för sex poäng på nio matcher (fyra mål, två assist). Han var även uttagen till VM i Tjeckien året därpå. Tjeckien vann samtliga matcher i de båda gruppspelsrundorna och ledde även kvartsfinalen mot USA med 2–0. Amerikanarna lyckades dock kvittera ledningen och vann sedan matchen med 2–3 efter straffläggning. På sju matcher gjorde Hlaváč ett mål och tre assist.
I Österrike 2005 spelade Hlaváč sitt tredje raka VM och sin femte VM-turnering totalt. Tjeckien fick revansch på USA då man vann kvartsfinalen efter straffläggning med samma siffror som föregående år. I semifinal slog Tjeckien ut Sverige med 2–3 efter förlängning. I finalen besegrades sedan Kanada med 3–0 och Hlaváč tog sitt andra VM-guld. På sex matcher noterades han för ett mål och två assist. VM i Lettland 2006 kom att bli Hlaváčs sista VM-turnering. Tjeckien tog sig åter till slutspelet där man slog ut både Ryssland (4–3) och Finland (3–1) i kvarts-, respektive semifinal. I finalen gick dock tjeckerna mållösa och Sverige vann matchen med 4–0. Hlaváč tilldelades ett VM-silver och stod för två mål och en assist på nio spelade matcher.

## Statistik

### Klubblag
| 1993–94          | HC Sparta Prag              | Extraliga        | 8   | 1   | 1   | 2   | 2   | —  | —  | —  | —  | —  |
| 1994–95          | HC Sparta Prag              | Extraliga        | 38  | 7   | 6   | 13  | 16  | 5  | 0  | 2  | 2  | 0  |
| 1995–96          | HC Sparta Prag              | Extraliga        | 34  | 7   | 7   | 14  | 14  | 11 | 1  | 2  | 3  | 8  |
| 1996–97          | HC Sparta Prag              | Extraliga        | 34  | 8   | 10  | 18  | 18  | 10 | 5  | 2  | 7  | 2  |
| 1996–97          | HC Energie Karlovy Vary     | Extraliga 2      | 2   | 0   | 1   | 1   | —   | —  | —  | —  | —  | —  |
| 1997–98          | HC Sparta Prag              | Extraliga        | 46  | 17  | 30  | 47  | 58  | 5  | 1  | 0  | 1  | 0  |
| 1998–99          | HC Sparta Prag              | Extraliga        | 47  | 32  | 18  | 50  | 52  | 6  | 1  | 3  | 4  | 4  |
| 1999–00          | New York Rangers            | NHL              | 67  | 19  | 23  | 42  | 16  | —  | —  | —  | —  | —  |
| 1999–00          | Hartford Wolf Pack          | AHL              | 3   | 1   | 0   | 1   | 0   | —  | —  | —  | —  | —  |
| 2000–01          | New York Rangers            | NHL              | 79  | 28  | 36  | 64  | 20  | —  | —  | —  | —  | —  |
| 2001–02          | Philadelphia Flyers         | NHL              | 31  | 7   | 3   | 10  | 8   | —  | —  | —  | —  | —  |
| 2001–02          | Vancouver Canucks           | NHL              | 46  | 9   | 12  | 21  | 10  | 5  | 0  | 1  | 1  | 0  |
| 2002–03          | Vancouver Canucks           | NHL              | 9   | 1   | 1   | 2   | 6   | —  | —  | —  | —  | —  |
| 2002–03          | Carolina Hurricanes         | NHL              | 52  | 9   | 15  | 24  | 22  | —  | —  | —  | —  | —  |
| 2003–04          | New York Rangers            | NHL              | 72  | 5   | 21  | 26  | 16  | —  | —  | —  | —  | —  |
| 2004–05          | HC Sparta Prag              | Extraliga        | 48  | 10  | 28  | 38  | 34  | 5  | 2  | 0  | 2  | 6  |
| 2005–06          | Genève-Servette Hockey Club | NLA              | 42  | 12  | 22  | 34  | 28  | 4  | 1  | 0  | 1  | 2  |
| 2006–07          | HC Sparta Prag              | Extraliga        | 41  | 20  | 11  | 31  | 85  | 16 | 8  | 2  | 10 | 16 |
| 2007–08          | Tampa Bay Lightning         | NHL              | 62  | 9   | 13  | 22  | 32  | —  | —  | —  | —  | —  |
| 2007–08          | Nashville Predators         | NHL              | 18  | 3   | 10  | 13  | 8   | 6  | 0  | 2  | 2  | 2  |
| 2008–09          | Linköping HC                | Elitserien       | 54  | 25  | 23  | 48  | 28  | 5  | 3  | 1  | 4  | 0  |
| 2009–10          | HC Bílí Tygři Liberec       | Extraliga        | 19  | 8   | 9   | 17  | 12  | —  | —  | —  | —  | —  |
| 2009–10          | Linköping HC                | Elitserien       | 38  | 30  | 21  | 51  | 24  | 12 | 6  | 6  | 12 | 6  |
| 2010–11          | HC Sparta Prag              | Extraliga        | 9   | 0   | 3   | 3   | 2   | —  | —  | —  | —  | —  |
| 2010–11          | Linköping HC                | Elitserien       | 43  | 16  | 21  | 37  | 18  | 7  | 3  | 0  | 3  | 2  |
| 2011–12          | HC Rytíři Kladno            | Extraliga        | 11  | 4   | 2   | 6   | 8   | —  | —  | —  | —  | —  |
| 2011–12          | Linköping HC                | Elitserien       | 37  | 10  | 13  | 23  | 20  | —  | —  | —  | —  | —  |
| 2012–13          | HC Rytíři Kladno            | Extraliga        | 37  | 10  | 11  | 21  | 6   | —  | —  | —  | —  | —  |
| 2012–13          | Växjö Lakers HC             | Elitserien       | 13  | 5   | 2   | 7   | 2   | —  | —  | —  | —  | —  |
| 2013–14          | HC Rytíři Kladno            | Extraliga        | 17  | 4   | 6   | 10  | 10  | —  | —  | —  | —  | —  |
| 2013–14          | Växjö Lakers HC             | SHL              | 10  | 2   | 6   | 8   | 2   | 12 | 4  | 2  | 6  | 0  |
| 2014–15          | HC Rytíři Kladno            | Extraliga 2      | 13  | 6   | 8   | 14  | 4   | 7  | 1  | 5  | 6  | 2  |
| 2014–15          | HC Sparta Prag              | Extraliga        | 1   | 0   | 0   | 0   | 0   | —  | —  | —  | —  | —  |
| 2015–16          | HC Sparta Prag              | Extraliga        | 5   | 3   | 4   | 7   | 2   | 14 | 2  | 4  | 6  | 2  |
| 2015–16          | HC Benátky nad Jizerou      | Extraliga 2      | 3   | 4   | 0   | 4   | 2   | —  | —  | —  | —  | —  |
| 2016–17          | HC Sparta Prag              | Extraliga        | 2   | 0   | 0   | 0   | 0   | 2  | 0  | 0  | 0  | 0  |
| 2016–17          | Benátky nad Jizerou         | Extraliga 2      | —   | —   | —   | —   | —   | 1  | 2  | 1  | 2  | 0  |
| 2017–18          | HC Vrchlabi                 | Extraliga 3      | 4   | 3   | 4   | 7   | 6   | 8  | 3  | 4  | 7  | 0  |
| 2019–20          | HC Vrchlabi                 | Extraliga 3      | 30  | 23  | 32  | 55  | 18  | —  | —  | —  | —  | —  |
| 2019–20          | HC Sparta Prag              | Extraliga 2      | 3   | 0   | 0   | 0   | 0   | —  | —  | —  | —  | —  |
| 2020–21          | BK Nova Paka                | Extraliga 3      | 4   | 1   | 1   | 2   | 6   | —  | —  | —  | —  | —  |
| 2021–22          | HC Letci Letňany            | Extraliga 3      | 41  | 25  | 30  | 55  | 10  | 7  | 5  | 6  | 11 | 0  |
| NHL totalt       | NHL totalt                  | NHL totalt       | 436 | 90  | 134 | 224 | 138 | 11 | 0  | 3  | 3  | 2  |
| Extraliga totalt | Extraliga totalt            | Extraliga totalt | 397 | 131 | 146 | 277 | 319 | 74 | 20 | 15 | 35 | 38 |
| SHL totalt       | SHL totalt                  | SHL totalt       | 195 | 88  | 86  | 174 | 94  | 36 | 16 | 9  | 25 | 8  |

### Internationellt
| År            | Lag           | Turnering     | Matcher | Mål | Assists | Poäng | Utv. |
| ------------- | ------------- | ------------- | ------- | --- | ------- | ----- | ---- |
| 1994          | Tjeckien      | JEM           | 5       | 0   | 1       | 1     | 0    |
| 1995          | Tjeckien      | JVM           | 7       | 2   | 3       | 5     | 4    |
| 1996          | Tjeckien      | JVM           | 6       | 0   | 0       | 0     | 2    |
| 1998          | Tjeckien      | VM            | 8       | 1   | 3       | 4     | 2    |
| 1999          | Tjeckien      | VM            | 10      | 5   | 5       | 10    | 4    |
| 2003          | Tjeckien      | VM            | 9       | 4   | 2       | 6     | 2    |
| 2004          | Tjeckien      | VM            | 7       | 1   | 3       | 4     | 6    |
| 2005          | Tjeckien      | VM            | 6       | 1   | 2       | 3     | 0    |
| 2006          | Tjeckien      | VM            | 9       | 2   | 1       | 3     | 4    |
| Junior totalt | Junior totalt | Junior totalt | 18      | 2   | 4       | 6     | 6    |
| Senior totalt | Senior totalt | Senior totalt | 49      | 14  | 16      | 30    | 18   |